# Merging Flare
Merging Flare est un groupe de heavy metal finlandais, originaire de Kajaani. Le guitariste Kasperi Heikkinen fait également partie du groupe de metal symphonique finlandais Amberian Dawn.
Le groupe ne sort son premier album qu'en 2011, après plusieurs démos et EP.

## Biographie
Merging Flare est formé en 2001 à Kajaani. La même année, le groupe publie une première démo intitulée Midwinter Magic. Merging Flare jouent un metal influencé principalement par Gamma Ray, Accept, Helloween, ou encore Riot. Les premiers temps, le groupe joue pour des groupes comme Blaze Bayley, Enforcer, Nightingale et Seventh Wonder.
Merging Flare annonce au début de 2011 la publication de son premier album studio, Reverence le 11 mai, au label Disentertainment. L'album est enregistré et mixé au Content Union Studio par Eero Kaukomies et masterisé au Unisound Studio par Dan Swanö. L'album est particulièrement félicité par l'ensemble de la presse spécialisée,,.

## Membres
- Harri Leinonen - basse (depuis 2001)
- Matias Palm - chant (depuis 2001)
- Joni Hattuniemi - guitare (depuis 2001)
- Kasperi Heikkinen - guitare (depuis 2001)
- Henri Pyy - batterie (depuis 2001)

## Discographie

### Album studio
- 2011 : Reverence

### Démos
- 2001 : Midwinter Magic
- 2003 : Merging Flare
- 2005 : Hell to Pay